# Nightrider
Singles de Electric Light Orchestra
Evil Woman
(1975) Strange Magic
(1976)
Pistes de Face the Music
Evil Woman Poker
Nightrider est une chanson d'Electric Light Orchestra, parue en 1975 sur l'album Face the Music. Elle est également sortie en single la même année, uniquement au Royaume-Uni, sans entrer dans le hit-parade.